# Patera de Kupo
Kupo Patera
Pour les articles homonymes, voir Kupo.
La patera de Kupo (désignation internationale : Kupo Patera) est une patera située sur Vénus dans le quadrangle d'Isabella. Elle a été nommée en référence à Irena Kupo, astronome israélite (1929–1978).